# Anders Sparrman
Anders Sparrman  (Tensta församling, Bisdom Uppsala, Zweden, 27 februari 1748 – Stockholm,  9 augustus 1820) was een Zweedse natuuronderzoeker, arts, hoogleraar en ontdekkingsreiziger. Hij was een leerling van Linnaeus en voorstander voor de afschaffing van de slavernij. 

## Levensloop

### Opleiding
Hij was de zoon van Erik Sparrman, een dominee uit een domineesgeslacht in Hälsingland; zijn moeder heette Brita Högbom. Anders was een leerling van Linnaeus en kreeg zijn opleiding aan de Universiteit van Uppsala.

### Reizen
In 1765 reisde hij als scheepsarts mee met een expeditie naar China. Twee jaar daarna beschreef hij de dieren en planten die hij had verzameld in een reisdagboek (Iter in Chinam – Resa till Kina) dat in 1768 werd uitgegeven (dit was zijn dissertatie, "doctoraalscriptie"). Op aanraden van Linnaeus reisde hij in 1772 naar Zuid-Afrika, waar hij leraar werd. In Zuid-Afrika sloot hij zich aan bij de tweede expeditie van James Cook als assistent-natuuronderzoeker van Johann en Georg Forster voor onderzoek in  Australië, Oceanië en Zuid-Amerika. Op de terugreis van deze expeditie ging hij in juli 1775 in Kaapstad van boord. Hij begon daar een artsenpraktijk. Hierdoor verdiende hij genoeg geld om expedities in het binnenland te financieren. Daar maakte hij studie van de natuur en de bevolking. Hij bezocht onder andere de pas bij Duivelskop.
Zijn dagboeken werden in drie delen gepubliceerd Resa till Goda Hopps-Udden, södra Polkretsen och omkring Jordklotet, samt Till Hottentott- och Caffer-Landen Åren 1772-1776.
Sparrman was politiek actief en een voorstander van de afschaffing van de slavernij.

### Terug in Zweden
In 1776 reisde hij terug naar Zweden. Daar had hij tijdens zijn afwezigheid een eredoctoraat gekregen een jaar later werd hij lid van de Kungliga Vetenskapsakademien (Koninklijke Zweedse Academie). In 1780 werd hij conservator van de collecties van deze Academie en hoogleraar natuurlijke historie en farmacie. In 1790 werd hij hoogleraar bij het Collegium medicum in Stockholm. In 1787 nam hij deel aan een reis door West-Afrika, maar deze onderneming was geen succes.

## Werk en nalatenschap
Tussen 1786 en 1789 publiceerde hij de Catalogue of the Museum Carlsonianum (1786-89) In dit werk beschreef hij de meeste van de soorten die hij in Zuid-Afrika en gebieden in de Grote Oceaan had verzameld, waarvan een groot aantal nieuw was voor de wetenschap. Van een serie boeken over de vogels van Zweden onder de titel Svensk Ornithologie verscheen alleen het eerste deel met 68 platen en 44 bladzijden. Anno 2024 bevat de IOC World Bird List 29 door hem beschreven vogelsoorten.
Op de Lijst van auteursaanduidingen in de botanische nomenclatuur is zijn afkorting Sparrm.
De Zweedse schrijver Per Wästberg schreef een biografie over Sparrman in romanvorm, waarvan in 2010 een vertaling in het Engels verscheen.
- Biblioteca Nacional de España: XX1763910
- Bibliothèque nationale de France: cb125351441 (data)
- Author citation (botany): Sparrm.
- Gemeinsame Normdatei: 124759289
- International Standard Name Identifier: 0000 0000 8155 4662
- KulturNav: 1989dd76-5d6c-4265-9dba-127a375fcaf7
- Library of Congress Control Number: n50021229
- Mathematics Genealogy Project: 135260
- Nationale Bibliotheek van Tsjechië: mzk2009533283
- Nationale Bibliotheek van Israël: 987007341924205171
- Nederlandse Thesaurus van Auteursnamen: 074602705
- LIBRIS: 170559
- SNAC: w6kn21b9
- Système universitaire de documentation: 034613692
- Museum of New Zealand Te Papa Tongarewa: 50352
- Trove: 980970
- Virtual International Authority File: 74793877
- WorldCat: E39PBJqbqxBFVPqx7Y37jtRqcP